# Castel Rigone Calcio
Il Castel Rigone Calcio, meglio noto come Castel Rigone, è stata una società calcistica italiana con sede nell'omonima frazione di Passignano sul Trasimeno, in provincia di Perugia.
Nata nel 1998 come emanazione di una frazione di poco più di quattrocento abitanti, nell'arco di quindici anni la formazione umbra è stata protagonista di una veloce scalata alla piramide calcistica dilettantistica fino a raggiungere nella stagione sportiva 2012-2013 l'approdo al professionismo, vincendo il campionato e facendo al contempo di Castel Rigone il più piccolo paese italiano a vantare una squadra nel calcio professionistico. Nel 2014 la società è stata sciolta.
I colori sociali erano il bianco e il blu, e disputava le sue partite allo stadio San Bartolomeo.

## Storia
Il Castel Rigone venne fondato nel 1998 da un gruppo di amici dell'omonimo borgo umbro, i quali decisero di creare una società sportiva allo scopo di valorizzare e promuovere la piccola realtà in cui vivono. Sotto la guida dell'imprenditore Brunello Cucinelli il quale nello stesso anno, quando militava in Terza Categoria, ne acquisì la proprietà e ne assunse la presidenza, la squadra approdò in Lega Pro al termine della stagione 2012-2013, diventando così la nona società umbra nella storia del calcio professionistico.
Cucinelli chiese ai giocatori della sua squadra il rispetto di alcune regole, come ad esempio lasciare in ordine gli spogliatoi delle squadre ospiti, impegnandosi dal canto suo a non multare i calciatori per i ritardi agli allenamenti. La promozione in Serie D, salutata come un primo "miracolo sportivo" alla luce della piccola realtà castelrigonese, si concretizzò nel 2009. Infine nel campionato 2012-2013 arrivò la storica promozione in Lega Pro, che fece di Castel Rigone, emanazione di un borgo di poco più di 400 anime, la più piccola società nella storia del calcio italiano ad aver mai raggiunto il professionismo; questo exploit permise inoltre ai biancoblù di partecipare alla poule dello Scudetto Dilettanti, dove non superò il primo turno.
La prima e unica esperienza della squadra umbra nel calcio professionistico risultò tuttavia effimera. Il campionato di Seconda Divisione iniziò sopra le aspettative per la matricola biancoblù, che a metà torneo stazionava nelle prime posizioni di classifica; tuttavia un disastroso prosieguo di stagione vanificò ciò, col Castel Rigone che ricadde immediatamente tra i dilettanti.
Al termine della suddetta stagione, la società decise di non iscriversi ai campionati 2014-2015 e venne quindi sciolta, di fatto inglobata in un nuovo progetto di Cucinelli, denominato Oratorio Laico Contemporaneo e dedicato allo sport giovanile.

## Colori e simboli

### Colori
I colori ufficiali del Castel Rigone Calcio erano il bianco e il blu, da cui la tradizionale divisa casalinga del club, composta da un semplice completo bianco con dettagli blu.

### Simboli ufficiali

#### Stemma
Lo stemma della squadra aveva disegnato un semplice borgo stilizzato su sfondo bianco, che rappresentava la tradizione medievale del paese, arricchito nella zona superiore dalla denominazione sociale «Castel Rigone Calcio 1998».
I soprannomi con cui venivano chiamati i giocatori erano Biancoblù, per i colori sociali del club e Lacustri, così come le popolazioni che vivono nei dintorni di un lago.

## Strutture

### Stadio
Il Castel Rigone disputava le partite interne allo stadio San Bartolomeo, intitolato al patrono del piccolo borgo: con una disponibilità di circa 800 posti, il campo da gioco era costituito da una tribuna centrale coperta e realizzata in legno.

### Centro di allenamento
La sede degli allenamenti del Castel Rigone era il campo sportivo in erba sintetica di Prepo, a Perugia.

## Società

### Sponsor
- ...-2008 Nike
- 2008-2014 adidas

### Impegno nel sociale
Nella stagione 2013-2014 la squadra ha donato due maglie alla fondazione Carobbi-Ceregatti che le ha messe all'asta su eBay: il ricavato è stato devoluto in beneficenza per la costruzione di un ospedale in Malawi. Sempre nella stessa stagione sono state donate altre due maglie alla fondazione e, dopo averle messe all'asta, il ricavato ottenuto è stato devoluto al comune di Bomporto, in provincia di Modena, colpito da un'alluvione.

### Settore giovanile
La società con l'arrivo tra i professionisti ha costituito tre formazioni giovanili che comprendevano la Berretti, i Giovanissimi Nazionali e gli Allievi Nazionali. Come campo da gioco veniva utilizzato il campo sportivo di Prepo.

## Allenatori e presidenti
| Allenatori - 1998-2000 Massimo Bricca - 2000-2007 Francesco Martinelli - 2007-2008 Antonio Ceccarini - 2008-2011 Federico Nofri Onofri - 2011-2012 Davide Mezzanotti - 2012-2013 Riccardo Bocchini (1ª-8ª) Federico Giunti (9ª-28ª) Luca Quarta (29ª-34ª) - 2013-2014 Marco Di Loreto (1ª-8ª) Luca Fusi (9ª-34ª) | Presidenti - 1998-2014 Brunello Cucinelli |

## Calciatori

### Capitani
- ... (1998-2007)
- Marco Pobega (2007-2013)
- Roberto Gimmelli (2013-2014)

## Palmarès

### Competizioni interregionali
- Serie D: 1

2012-2013 (girone E)

### Competizioni regionali
- Promozione: 1

2001-2002
- Prima Categoria: 1

2000-2001 (girone A)
- Seconda Categoria: 1

1999-2000
- Coppa Italia Dilettanti Umbria: 1

2008-2009

### Competizioni provinciali
- Terza Categoria: 1

1998-1999

### Altri piazzamenti
- Serie D

Secondo posto: 2010-2011 (girone E)
Terzo posto: 2009-2010 (girone E)
- Eccellenza

Secondo posto: 2008-2009
Terzo posto: 2004-2005
- Coppa Italia Dilettanti Umbria

Semifinalista: 2006-2007
- Coppa Italia Dilettanti

Finalista: 2008-2009

## Statistiche e record

### Partecipazione ai campionati
Campionati nazionali
| Livello | Categoria                  | Partecipazioni | Debutto   | Ultima stagione | Totale |
| ------- | -------------------------- | -------------- | --------- | --------------- | ------ |
| 4º      | Lega Pro Seconda Divisione | 1              | 2013-2014 | 2013-2014       | 1      |
| 5º      | Serie D                    | 4              | 2009-2010 | 2012-2013       | 4      |

Campionati regionali
| Livello | Categoria         | Partecipazioni | Debutto   | Ultima stagione | Totale |
| ------- | ----------------- | -------------- | --------- | --------------- | ------ |
| I       | Eccellenza        | 7              | 2002-2003 | 2008-2009       | 7      |
| II      | Promozione        | 1              | 2001-2002 | 2001-2002       | 1      |
| III     | Prima Categoria   | 1              | 2000-2001 | 2000-2001       | 1      |
| IV      | Seconda Categoria | 1              | 1999-2000 | 1999-2000       | 1      |
| V       | Terza Categoria   | 1              | 1998-1999 | 1998-1999       | 1      |

### Partecipazione alle coppe
| Competizione            | Partecipazioni | Debutto   | Ultima stagione | Totale |
| ----------------------- | -------------- | --------- | --------------- | ------ |
| Coppa Italia            | 1              | 2011-2012 | 2011-2012       | 1      |
| Coppa Italia Lega Pro   | 1              | 2013-2014 | 2013-2014       | 1      |
| Coppa Italia Serie D    | 4              | 2009-2010 | 2012-2013       | 4      |
| Coppa Italia Dilettanti | 1              | 2008-2009 | 2008-2009       | 1      |
| Poule Scudetto          | 1              | 2012-2013 | 2012-2013       | 1      |

### Statistiche di squadra
Nella stagione 2013-2014, Castel Rigone divenne il più piccolo paese italiano a vantare una squadra nel calcio professionistico; inoltre fu anche il più piccolo paese umbro, e cronologicamente la nona squadra della regione, a essere mai approdata a un campionato professionistico.
Tra i migliori risultati ottenuti dal Castel Rigone nei campionati, spiccò il primo posto nella Serie D 2012-2013, e la successiva quinta piazza nella poule scudetto, che gli valse il 116º miglior titolo sportivo nazionale della stagione. Per quanto concerne invece le coppe, i massimi traguardi raggiunti furono il secondo turno nella Coppa Italia 2011-2012 (unica partecipazione), il primo turno nella Coppa Italia Lega Pro 2013-2014 (unica partecipazione), i quarti di finale nella Coppa Italia Serie D 2009-2010 (alla quale competizione partecipò per quattro volte dal 2009 al 2013) e il raggiungimento della finale nella Coppa Italia Dilettanti 2008-2009 (unica partecipazione); nella Coppa Italia Lega Pro 2013-2014 il Castel Rigone ebbe inoltre l'occasione di disputare il suo primo e unico derby contro una squadra umbra in una competizione professionistica, perdendo 0-1 in casa del Perugia.
In ambito ufficiale, la partita al più alto livello del calcio italiano giocata dal Castel Rigone fu quella contro l'AlbinoLeffe (una sconfitta 1-2 in trasferta) nell'ambito della Coppa Italia 2011-2012, coi seriani all'epoca militanti in Serie B, ovvero tre categorie sopra i lacustri all'ora in Serie D; in precedenza, nella stessa manifestazione maturò la vittoria al più alto livello dei biancoblù, col successo esterno per 2-1 sul campo del Lanciano militante all'epoca in Lega Pro Prima Divisione.

### Statistiche individuali
Il miglior realizzatore del Castel Rigone è stato Dario Pietro Tranchitella che tra il 2009 e il 2014 ha messo a segno 104 goal.

## Tifoseria
Il Castel Rigone contava un seguito di tifosi ridotto e estremamente geolocalizzato, ciò era dovuto al fatto che la squadra oltre ad essere la selezione calcistica di una frazione di poco più di 400 abitanti e che ha avuto un'esistenza breve era situata in una zona con squadre di tradizione sportiva superiore. Altri motivi sono stati la permanenza per quasi tutta la sua storia nei campionati dilettantistici e il fatto di disporre di uno stadio piccolo e che poteva contenere solo 300 spettatori casalinghi. Non erano perciò presenti gruppi di ultras e non c'erano nemmeno amicizie e rivalità con altre squadre.